# Капетанова пећина
Капетанова пећина је археолошки локалитет праисторијског насеља на улазу у Капетанову пећину, на врху стеновите падине амфитеатралног облика, изнад Капетанских ливада. 
На улазу у пећину констатована је културна стратиграфија од 3m, која припада искључиво хоризонту позног енеолита, односно културном комплексу Коцофени—Костолац.